# ヘラ・S・ハーセ
ヘラ・S・ハーセ（Hélène "Hella" Serafia Haasse, 1918年2月2日 – 2011年9月29日）は、オランダの小説家。オランダ領インドネシアに生まれ、大学進学でオランダに渡ったのちに演劇や文芸活動を始める。オランダ全国読書週間で発表した小説『ウールフ、黒い湖』（以下『ウールフ』と略記）がベストセラーとなり、以後60年以上にわたって現代小説、歴史小説、詩、エッセイ、文芸評論などを執筆した。第二次世界大戦後のオランダ文学を代表する作家の1人である。

## 生涯
オランダ領インドネシアのバタヴィア（現在のジャカルタ）に生まれる。父親は植民地政府の公務員、母親は音楽家であり、現地での出会いがもとで結婚して家庭を築いた。東インド領でのハーセの子供時代は平穏だったが、母親の入院によってオランダですごしたときの体験が大きな影響を与えた。本国では言動が奇妙だと思われ、孤独を感じたハーセは創作に楽しみを見出し、歴史に関心を抱くようになる。母親の完治で一家は東インド領に戻ってバンドンやバタヴィアに住み、ハーセは現地の自然やバイテンゾルフ植物園（現在のボゴール植物園）に親しんだ。読書好きでもあるハーセは12歳でヴィクトル・ユーゴーを原語で読み、中高一貫校のリセウムに通った時期には『人魚』という小説を書いた。
リセウムを卒業後の1938年に単身でオランダに渡り、アムステルダム大学で北欧語を学び、演劇サークルで活動した。しかし第二次世界大戦によってナチス・ドイツのオランダ侵攻（1940年）が起きると、東インド領の家族と音信不通になり、知人の留守中に住み始めたアパートでの独り暮らしが続いた。ナチス・ドイツが北欧神話を政治利用するのを見て大学を退学し、演劇学校に入学して劇作や台本、作詞などの仕事を手がける。1944年に同年齢の大学生と結婚し、第二次大戦終戦後の1945年には『奔流』という詩集を発表し、1946年に朗読劇『バラードと伝説』の舞台に立つが、1947年に長女をジフテリアで亡くす。この経験によって、ハーセ自身の言葉によれば「生きることをふたたび学ばなければならなかった」として執筆を始め、『ウールフ』（1948年）に結実する。
『ウールフ』は2週間ほどで書き上がり、刊行されると大きな反響を呼んだ。当時は東インド領がオランダからの独立を求めたインドネシア独立戦争（1945年-1949年）が起きており、東インド領での暮らしを描いた『ウールフ』はハーセ自身が驚くほど注目された。また、著者が新人の女性作家だと分かると、男性のオランダ人作家やジャーナリストから非難も受けた。『ウールフ』がベストセラーとなったのちにハーセは次々に作品を発表し、戦後のオランダ文学を代表する作家となった。

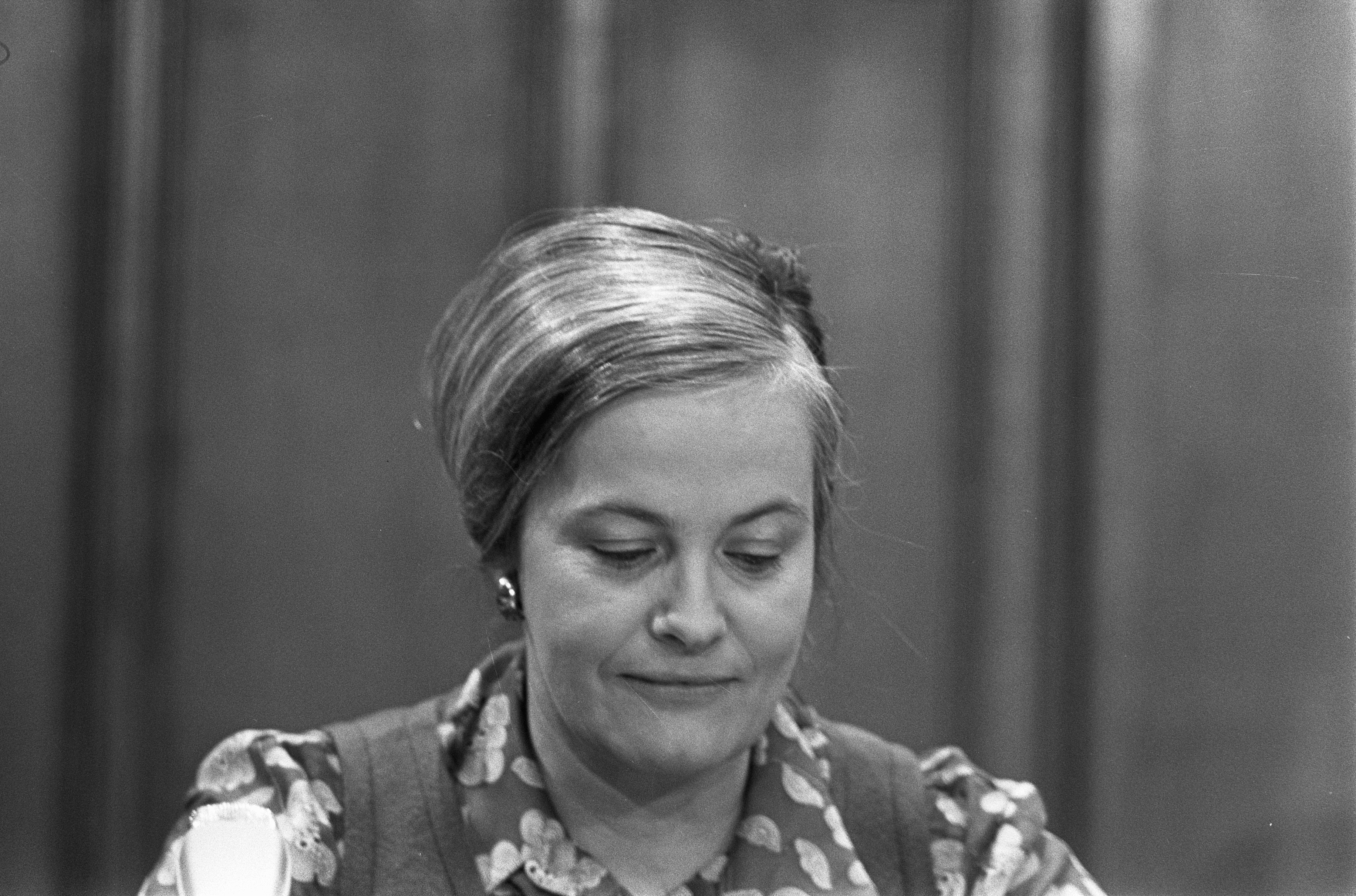
1970年のハーセ。

ハーセは終戦後に家族と再会し、父親は引退後にW・H・エームラントという筆名で16作の推理小説を書いた。1976年にはハーセは夫とともにインドネシアを訪れ、作品のモデルになった土地を再び歩き、ジャカルタでは学生に講演をした。1980年代から10年ほどは、夫妻でパリの郊外にも移住している。2008年に夫を看取ったハーセは、最後まで明瞭な意識を保ち、2011年にアムステルダムで没した。
ハーセはさまざまな文学賞を受賞した。オランダでは国家芸術文化栄誉勲章（1992年）、オランダ文学賞（2004年）、フランスでは芸術文化勲章を2回（1995年にオフィシエ、2000年にコマンドゥール）。また、ユトレヒト大学とルーヴェン大学の文学部の名誉教授にもなっている。

## 作品

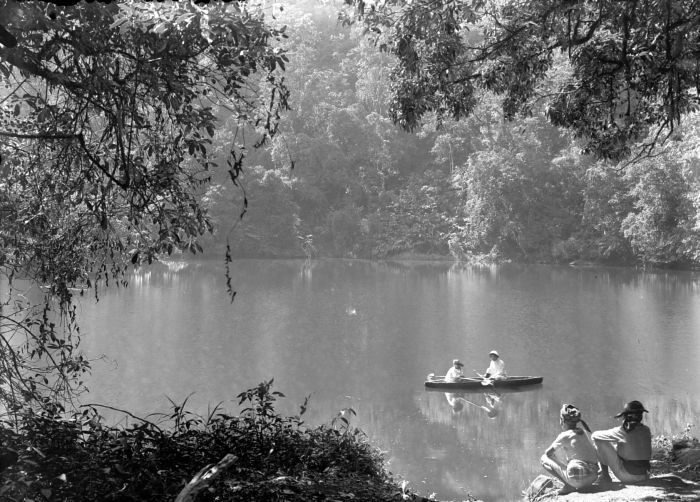
『ウールフ』のタラガ・ヒドゥン（黒い湖）のモデルとなったタラガ・ワルナ

ハーセは、アイデンティティの探究を生涯のテーマとして書き続けた。ハーセにとって、自分が無邪気に暮らしていた場所が植民地だったこと、独立後は故郷が遠い地になったことは大きなショックであり、外見は白人でも内面はクレオールであると自ら語っていた。アイデンティティの探究は、東インド領を舞台にした作品から、現代小説や歴史小説にいたるまで共通している。
『ウールフ』は、ハーセの少女時代の見聞や体験がもとになっている。主人公の「ぼく」と、ウールフという少年との友情と別離を軸にして、東インド領の自然や、そこに暮らす人々が「ぼく」によって語られている。全国読書週間の一般公募に選ばれて刊行されてから今なお読まれるロングセラーであり、12カ国語に翻訳され、1993年に映画化、2012年に舞台化もされた。
東インド領を舞台にした作品は他にもあり、短篇小説『リダブアヤ』ではバタヴィアの理髪店主の妻で、「えつ」という名の日本人女性が主人公となる。長編小説『茶畑の紳士たち』（1992年）では実在したプランテーション経営者のルドルフ・ケルクホーフェンが主人公となる。中篇『鍵穴』（2002年）は東インド領で育った美術史家のヘルマと混血の女性が中心となり、『ウールフ』と対をなす作品でもある。ハーセの没後も出版が続いており、フランスのポルトガル移民少女の実話にもとづいた『イルンディーナ』などがある。
歴史小説
ハーセは歴史小説の大作も著しており、オルレアン公シャルル1世、ジョヴァンニ・ボルジア、クラウディアヌスなどの人物を題材にした作品がある。また、ラクロの小説『危険な関係』（1782年）の続編も書いている。
評論・エッセイ

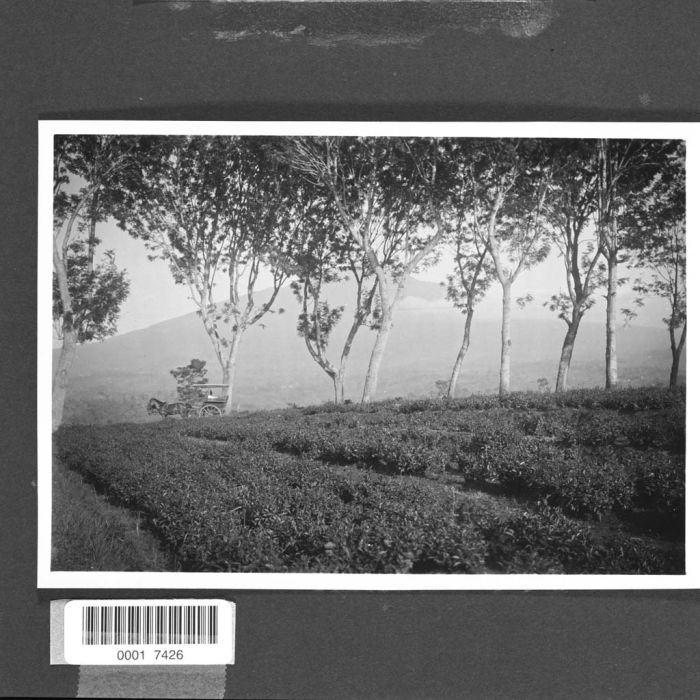
オランダ東インド領の紅茶プランテーション（1910年–1940年）

子供時代からハーセは文学に親しみ、作家となったのちもオランダ語以外の英語・フランス語・ドイツ語などの作品を言語で読み、文芸評論も書いた。評論では、ムルタトゥリ、ルイ・クペールス、W・F・ヘルマンスなどのオランダ語作家をはじめ、エリアス・カネッティ、ヴィトルド・ゴンブローヴィッチ、アイリス・マードックらを論じている。自伝的エッセイも何冊か発表しており、長らく廃刊となっていた『Zelfportret als legkaart』（1954年）を2003年に復刊した。
東インド文学
東インド領でのオランダ系住民の暮らしを描いた文芸作品は、東インド文学や、東インドのポストコロニアル文学と呼ばれる。東インド文学の作者にはトトク（totok）やブランダ（blanda）と呼ばれたオランダ人や、インド（indo）と呼ばれた混血の者もおり、古くはムルタトゥーリの小説『マックス・ハーフェラール』（1860年）がある。オランダによる植民地時代や、日本占領時期のインドネシア、そして独立をめぐっては作家同士の激しい論争も起きた。ハーセは論争には加わらず、特定の文壇や文芸グループに属さずに創作をした。

## 著作
- 1944 - 50 jaar Scheepsbouw (toneelstuk samen met Clinge Doorenbos)
- 1945 - Stroomversnelling (奔流) (詩集)
- 1947 - 女にも衣装（オランダ語版） (小説)
- 1948 - ウールフ、黒い湖（オランダ語版）
- 1949 - Het woud der verwachting (小説)
- 1950 - Sterrenjacht
- 1950 - De verborgen bron (小説)
- 1952 - De scharlaken stad (小説)
- 1952 - Klein Reismozaïek, Italiaanse Impressies (reisverslag)
- 1953 - Bloch (toneelstuk)
- 1954 - Zelfportret als legkaart (自伝的エッセイ)
- 1957 - De ingewijden (小説)
- 1957 - De Vijfde Trede
- 1959 - Dat weet ik zelf niet (エッセイ)
- 1959 - Een kom water, een test vuur (エッセイ)
- 1960 - Cider voor arme mensen (小説)
- 1962 - De meermin (小説)
- 1963 - Een draad in het donker (toneelstuk)
- 1963 - De 'Griekse' romans van S. Vestdijk, De Gids, Jaargang 126
- 1966 - Een nieuwer testament (小説)
- 1967 - Persoonsbewijs（身分証明書） (自伝)
- 1968 - De tuinen van Bomarzo
- 1970 - Krassen op een rots. Notities bij een reis op Java (エッセイ)
- 1970 - Tweemaal Vestdijk (エッセイ)
- 1971 - Huurders en onderhuurders (小説)
- 1972 - Zelfstandig, bijvoeglijk (エッセイ)
- 1973 - De Meester van de Neerdaling (小説)
- 1976 - Een gevaarlijke verhouding of Daal-en-Bergse brieven (小説)
- 1978 - Mevrouw Bentinck of Onverenigbaarheid van karakter (小説)
- 1981 - De groten der aarde of Bentinck tegen Bentinck (小説)
- 1982 - Ogenblikken in Valois (エッセイ)
- 1983 - De wegen der verbeelding (小説)
- 1984 - Vandaag schrijven over gisteren (書評)
- 1985 - Bladspiegel, een keuze uit de essays
- 1986 - Berichten van het Blauwe Huis (小説)
- 1986 - De lage landen en het platte vlak (書評)
- 1987 - Kwaliteit, een verkenning (エッセイ)
- 1988 - Naar haar eigen beeld (書評)
- 1989 - Vanaf de Domtoren gezien (書評)
- 1989 - Schaduwbeeld of Het geheim van Appeltern (小説)
- 1991 - De tijd een droom of Henri-René Lenormand en Nederland (書評)
- 1992 - 『茶畑の紳士たち』Heren van de thee (小説。2009年に舞台化）
- 1993 - Een handvol achtergrond. Parang Sawat（いくばくかの経歴） (自伝)
- 1994 - Transit (小説)
- 1995 - Overeenkomstig en onvergelijkbaar (書評)
- 1996 - Toen ik schoolging (小冊子。子供時代の写真や手紙などを収録[25])
- 1996 - Uitgesproken opgeschreven (エッセイ)
- 1997 - Zwanen schieten (小説)
- 2000 - Lezen achter de letters (エッセイ)
- 2000 - Fenrir: een lang weekend in de Ardennen
- 2002 - Sleuteloog (鍵穴) (中篇小説)
- 2003 - Het dieptelood van de herinnering (自伝)
- 2004 - Oeroeg - een begin（ウールフ 〈あるはじまり〉） (記念誌。少女時代の作品『魔法の鳥』を収録)
- 2005 - Over en weer (小説)
- 2006 - Het tuinhuis (小説)
- 2006 - Een kruik uit Arelate
- 2007 - Sterrenjacht
- 2007 - De handboog der verbeelding / Arjan Peters in gesprek met Hella S. Haasse
- 2008 - Uitzicht (エッセイ)
- 2011 - Lidah boeaja (リダブアヤ) (自伝的短篇小説。タイトルは『ワニの舌』（アロエベラ）の意味[26])
- 2012 - Maanlicht
- 2016 - Irundina (イルンディーナ) (小説)